# Hasslebrostenen
Hasslebrostenen är en sentida svensk runsten som skapades i mitten på 1800-talet, den saknar därför det signum som äldre runstenar har fått. Runstenen är placerad under en ek vid Rönneholms slott i Eslövs kommun och den är en lokal sevärdhet då den är ett uttryck för 1800-talets fornglädje, göticism och romantik. Runristningens ornamentik är i form av en drakslinga och texten hedrar Johan Eduard Lindequist (1803-1846), som var förvaltare på Rönneholm. Han dog den 21 juni 1846, efter att han en varm sommardag druckit en kall öl, blivit förkyld och fått lunginflammation. 
Under marknivå ska enligt Riksantikvarieämbetet finnas ett Georgskors och årtalet 1846. I röset under stenen ska det dessutom enligt en osäker källa finnas en tidigare runsten.

## Inskrift
Texten på stenen lyder:
"Sten må till minne tala om den som odlat dessa fält från vilka och än mer från vänner döden för tidigt ryckte J.E. Lindekvist".